# ハインツ・ボスル財団
ハインツ・ボスル財団(Heinz-Bosl-Stiftung)は、1978年に設立されたドイツ・ミュンヘンの財団法人。若手バレエ・ダンサーの育成を目的として、当時のバイエルン国立(州立)歌劇場バレエ団のプリマであったコンスタンツェ・ヴェルノンとその夫フレート・ホフマンによって設立された。財団名は、ヴェルノンの舞台上のパートナーであり、若くして亡くなったバレエ・ダンサーであるハインツ・ボスルにちなんでいる。
ミュンヘン・バレエ・アカデミーを支援し、同アカデミーの学生への奨学金の支給、学生寮の運営、公演活動の支援などを行っている。毎年春と秋にナツィォナル・テアター（バイエルン国立歌劇場ならびにバイエルン国立バレエの本拠地）で行われる「ハインツ・ボスル・財団マチネ」は、アカデミーの生徒・学生の発表の場である共に、しばしば内外の著名ダンサーを招いて行われる公演として知られる。
2008年には、財団創立30周年を記念して、ダンサー、振付家等を対象とするハインツ・ボスル財団バレエ賞が設立された。